# Evan Ndicka
Obite Evan Ndicka (Paris, 20 de agosto de 1999) é um futebolista marfinense que atua como zagueiro. Atualmente defende a Roma e a Seleção Marfinense.

## Carreira
Defendeu F.C.A. Paris 19ème e Solitaires Paris-Est F.C. entre 2006 e 2012, ano em que chegou ao Auxerre para jogar nas categorias de base. Sua estreia como profissiona foi em janeiro de 2017, na vitória por 1 a 0 sobre o Clermont, e assinou o primeiro contrato em fevereiro do mesmo ano.
Após 16 partidas no time principal do AJA, Ndicka foi contratado pelo Eintracht Frankfurt em 2018, assinando por 5 anos com a equipe.
O ponto alto de sua passagem pelo Eintracht foi o título da Liga Europa da UEFA de 2021–22, tendo atuado em 11 jogos durante a campanha. Permaneceu nas Águias até junho de 2023, tendo atuado em 183 partidas e marcando 12 gols antes de assinar com a Roma por 5 temporadas, numa transferência sem custos.

## Carreira internacional
Nascido em Paris, Ndicka (filho de um camaronês e de uma marfinense) representou as seleções de base da França entre 2014 e 2019, tendo atuado por mais tempo na equipe Sub-20 (10 partidas).
Em junho de 2023, o zagueiro anunciou que pretendia defender a Costa do Marfim em nível profissional, sendo convocado pela primeira vez para o jogo contra a Zâmbia, porém foi retirado da lista devido a questões burocráticas. A estreia de Ndicka pelos Elefantes foi na vitória por 1 a 0 sobre o Lesoto, pelas eliminatórias da Copa Africana de Nações.

## Títulos
Eintracht Frankfurt
- Liga Europa da UEFA: 2021–22[8][9]

Seleção Marfinense
- Campeonato Africano das Nações: 2023[carece de fontes?]

### Individuais
- Time do Ano da Bundesliga: 2021–22[18]